# Wu Chien-ch'uan
Wu Chien Ch'uan ou Wu Jianquan (1870-1942) est un maître de Tai Chi Chuan, fils de Wu Ch'uan-yu, le fondateur du style Wu. À sa mort en 1942, c'est son fils aîné Wu Kung-i qui lui succéda à la tête de l'école.